# Aurivilliola sumatrana
Aurivilliola sumatrana is een hooiwagen uit de familie Sclerosomatidae. De wetenschappelijke naam van Aurivilliola sumatrana gaat terug op Roewer.